# 訃報 2001年6月
訃報 2001年6月（ふほう 2001ねん6がつ）では、2001年（平成13年）6月中に物故した、又は物故が報じられた人物についてまとめる。

## （1日 - 15日）

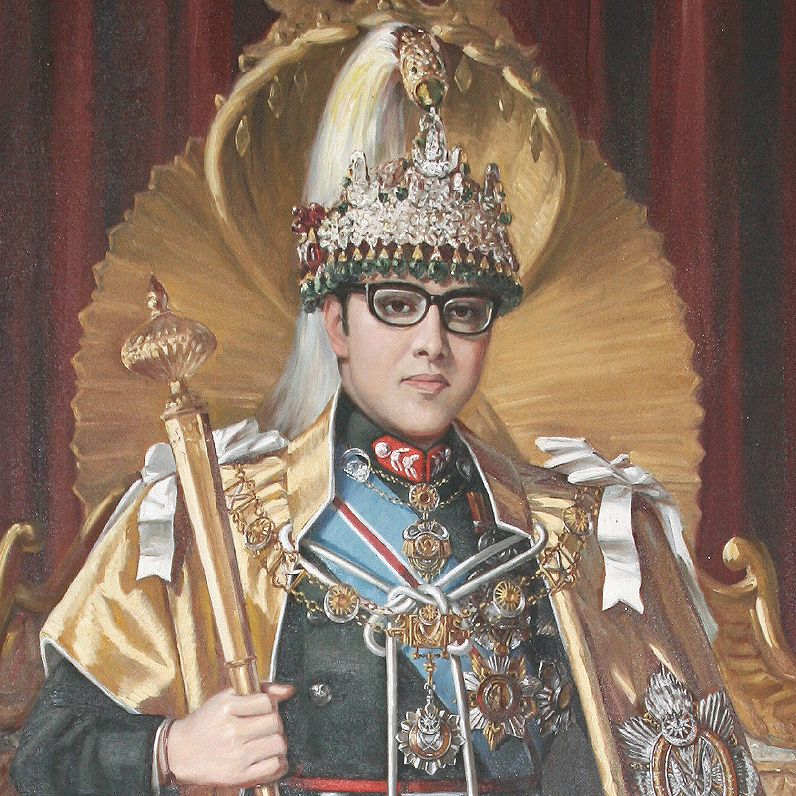
ビレンドラ・ビール・ビクラム・シャハ／6月1日没

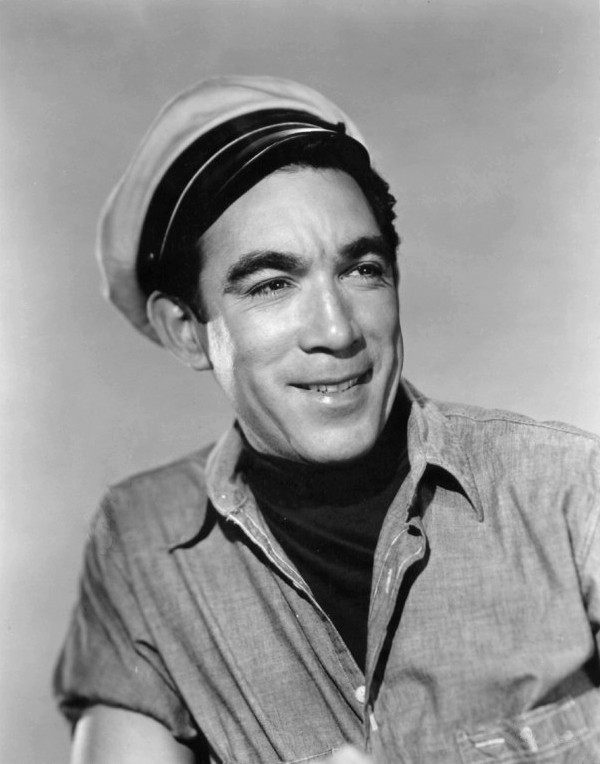
アンソニー・クイン／6月3日没

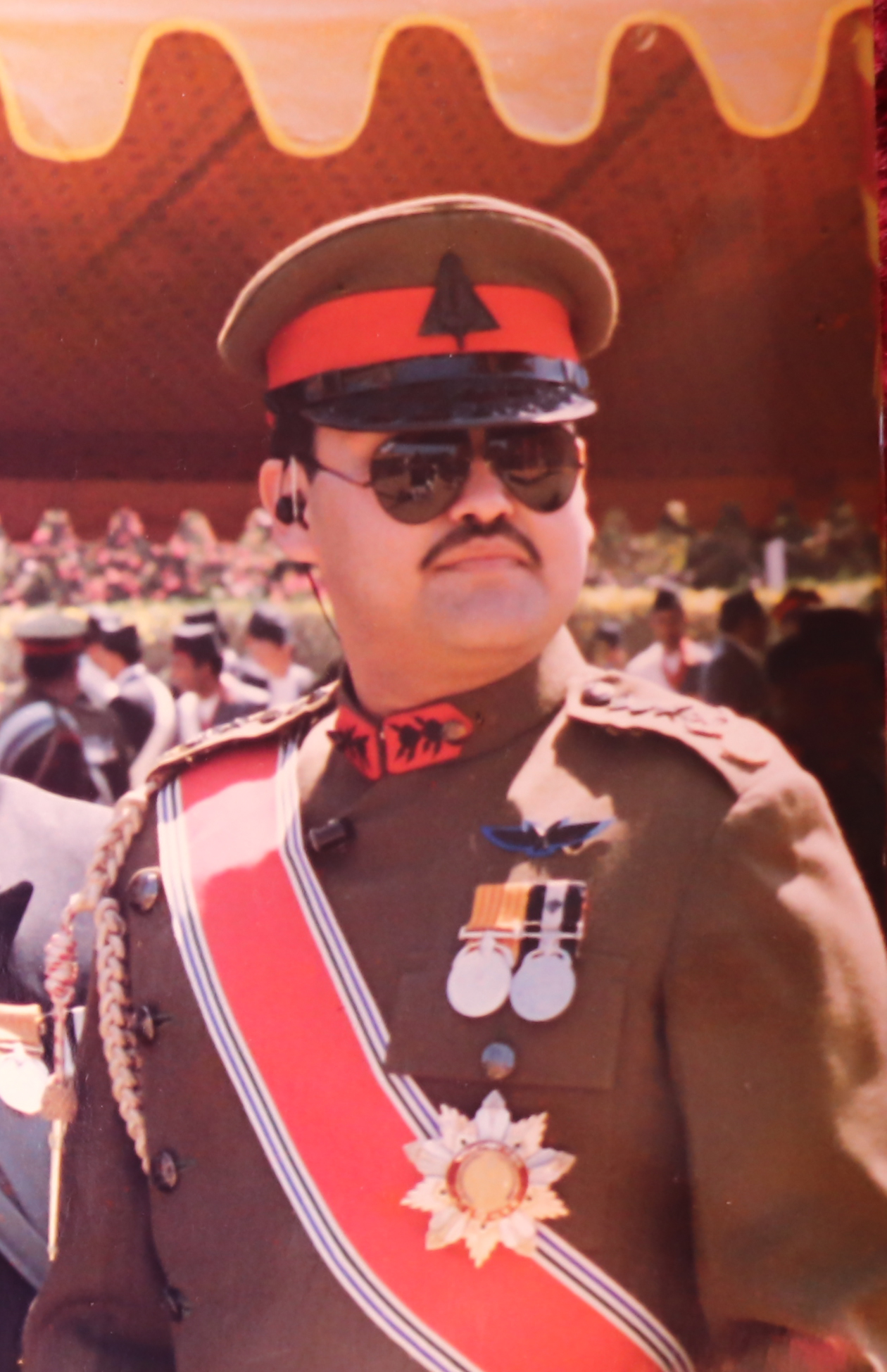
ディペンドラ・ビール・ビクラム・シャハ／6月4日没

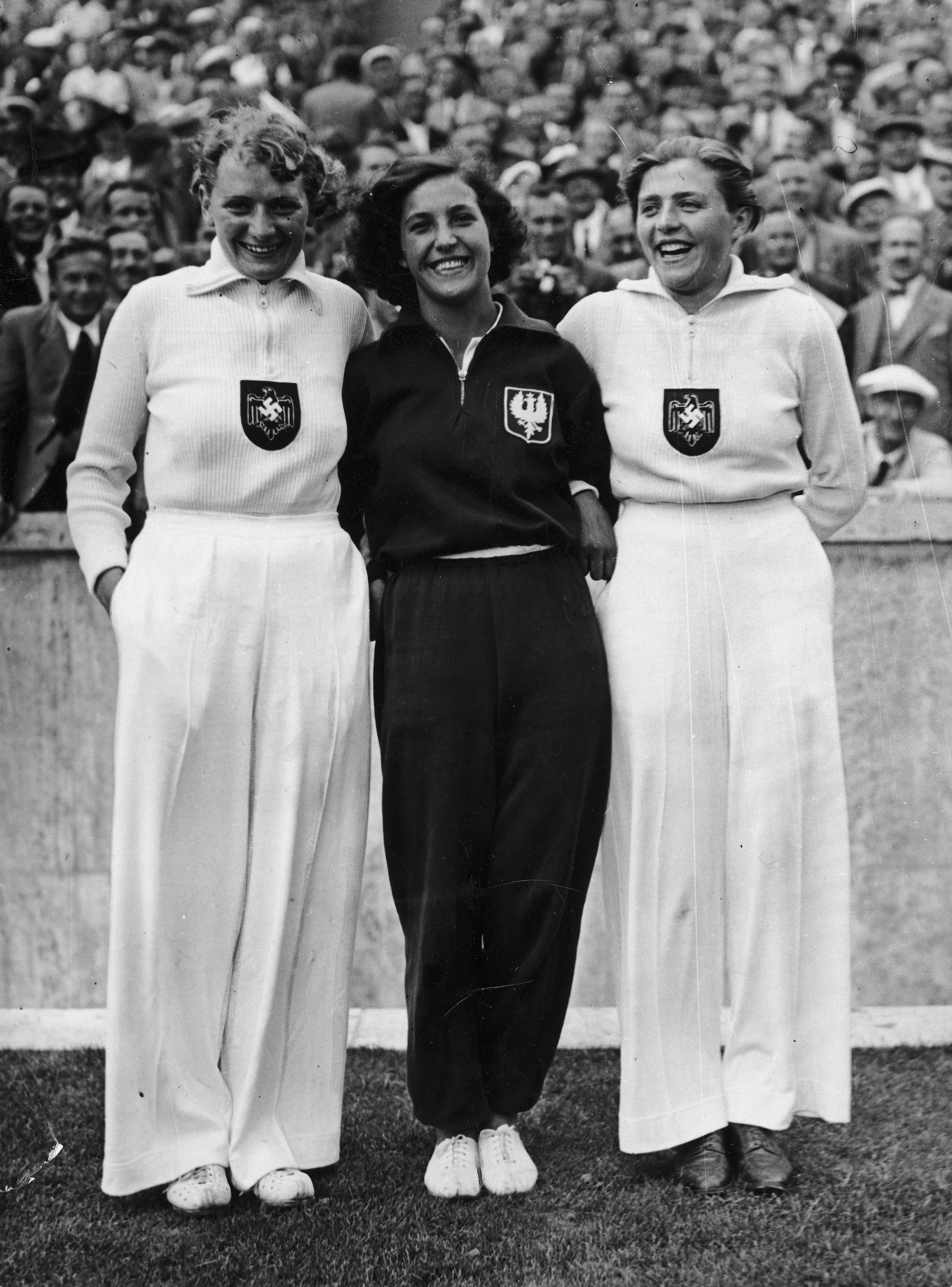
ルイーゼ・クリューガー（右）／6月13日没

- 6月1日 - ビレンドラ・ビール・ビクラム・シャハ[1]、ネパール国王（* 1946年）
- 6月3日 - アンソニー・クイン、俳優（* 1915年）
- 6月3日 - 竹内洋、プロ野球選手（* 1946年）
- 6月4日 - ディペンドラ・ビール・ビクラム・シャハ、ネパール国王（* 1972年）
- 6月6日 - 来栖良夫、児童文学作家（* 1916年）
- 6月11日 - 布施正、元調教師（* 1921年）
- 6月13日 - ルイーゼ・クリューガー、やり投選手（* 1915年）
- 6月13日 - 蔵忠芳、俳優（* 1955年）
- 6月15日 - 糸園和三郎、洋画家（* 1911年）
- 6月15日 - 沖田正人、政治家（* 1928年）

## （16日 - 30日）

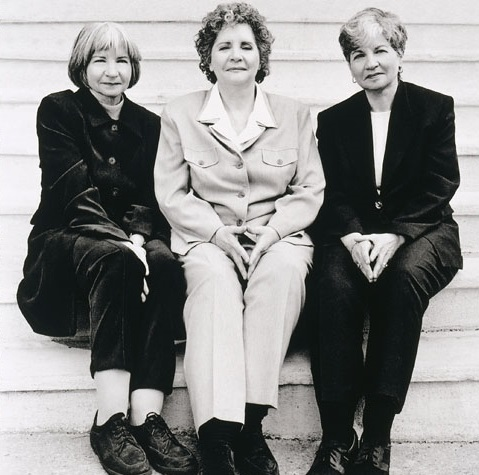
イヴォンヌ・ディオンヌ（左）／6月23日没

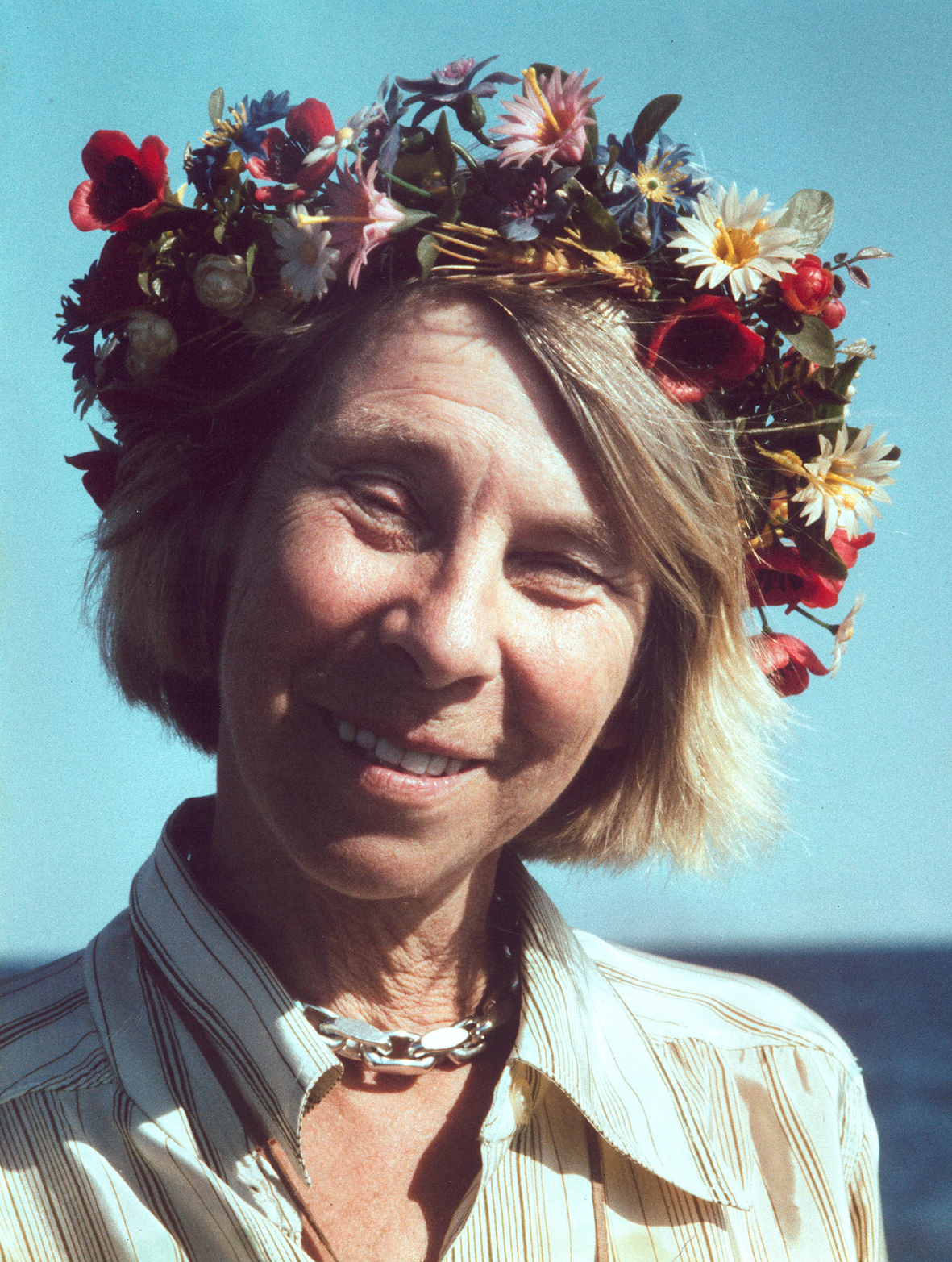
トーベ・ヤンソン／6月27日没

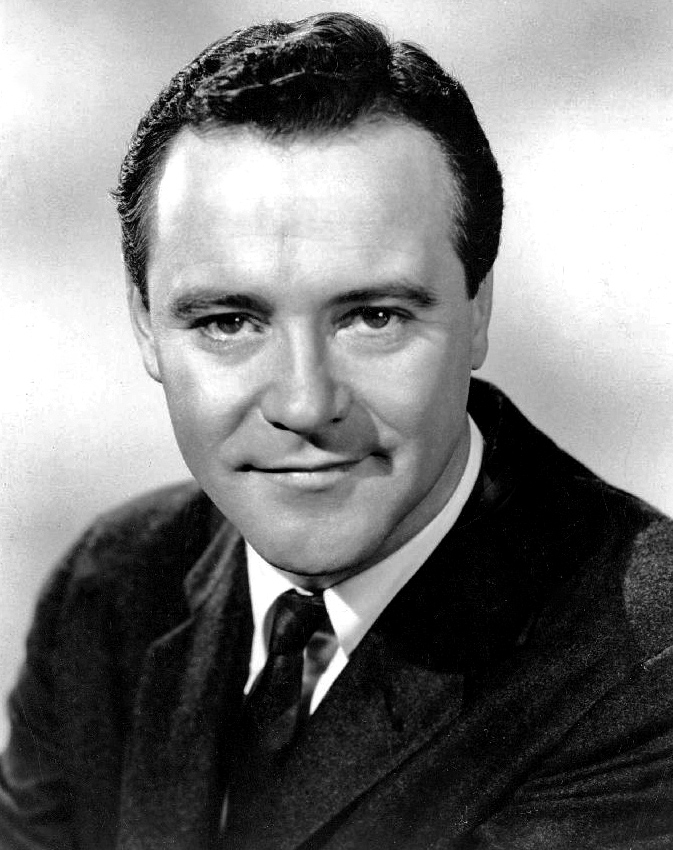
ジャック・レモン／6月27日没

- 6月17日 - 金井大、俳優（* 1927年）
- 6月18日 - 工藤晃、政治家（* 1927年）
- 6月19日 - 石川一彦、実業家（* 1933年）
- 6月20日 - ジーナ・チーニャ、ソプラノ歌手（* 1900年）
- 6月23日 - 賀来龍三郎、実業家（* 1926年）
- 6月23日 - イヴォンヌ・ディオンヌ、ディオンヌ家の五つ子姉妹の1人（*  1934年）
- 6月27日 - トーベ・ヤンソン、児童文学者（* 1914年）
- 6月27日 - ジャック・レモン、俳優（* 1925年）